# Vardagspengar
Vardagspengar var ett svenskt konsumentmagasin som sändes i TV 4 mellan den 29 september 1998 och den 24 maj 1999 i två säsonger om tio respektive åtta delar. Programbeskrivningen löd bland annat: "Programmet tar upp frågor som rör konsumenten och vardagsekonomin. Här får du tips som på sikt ger dig mer pengar kvar i plånboken. Vi får även veta hur du som konsument går tillväga med ett köp du är missnöjd med." Programledare var Anton Glanzelius och reportrar Karin Björkegren, Marit Danielsson, Anton Glanzelius och Anders Palmgren.